# Liste de symphonies par tonalité
Liste des symphonies par tonalité :

## Ut majeur
- Ludwig van Beethoven
  - Symphonie no 1, op.21 (1800)
- Georges Bizet
  - Symphonie en Ut (1855)
- Paul Dukas
  - Symphonie en Ut (1896)
- Georges Enesco
  - Symphonie no 3 op.21 (1921)
- Joseph Haydn
  - Symphonie no 97
- Wolfgang Amadeus Mozart
  - Symphonie no 16, K.128 (1772)
  - Symphonie no 36, K.425 Linz (1783)
  - Symphonie no 41, K.551 Jupiter (1788)
- Sergueï Prokofiev
  - Symphonie no 4 (version originale), Op. 47, 1930
  - Symphonie no 4 (version révisée), Op. 112, 1947
- Franz Schubert
  - Symphonie no 6, D.589
  - Symphonie no 9, D.944 La Grande (1828)
- Robert Schumann
  - Symphonie no 2, op.61 (1846)
- Dmitri Chostakovitch
  - Symphonie no 7, op.60 Leningrad (1942)
- Jean Sibelius
  - Symphonie no 3, op.52 (1907)
  - Symphonie no 7, op.105 (1924)
- Igor Stravinsky
  - Symphonie en ut (1940)
- Richard Wagner
  - Symphonie en ut majeur (1832)

## Ut mineur
- Ludwig van Beethoven
  - Symphonie no 5, op.67 (1808)
- Johannes Brahms
  - Symphonie no 1, op.68 (1876)
- Anton Bruckner
  - Symphonie no 1 (1868)
  - Symphonie no 2 (1872)
  - Symphonie no 8 (1887)
- Antonín Dvořák
  - Symphonie no 1, B.9 Les Cloches de Zlonice (1865)
- Louise Farrenc
  - Symphonie no 1, op.32 (1841)
- Joseph Haydn
  - Symphonie no 95
- Gustav Mahler
  - Symphonie no 2 Résurrection (1894)
- Felix Mendelssohn
  - Symphonie no 1, op.11 (1824)
- Sergei Prokofiev
  - Symphonie no 3, op.44 (1928)
- Camille Saint-Saëns
  - Symphonie no 3, op.78 avec orgue (1886)
- Franz Schubert
  - Symphonie no 4, D.417 Tragique
- Alexandre Scriabine
  - Symphonie no 2, op.29 (1902)
  - Symphonie no 3, op.43 Poème divin (1904)
- Dmitri Chostakovitch
  - Symphonie no 4, op.43 (1936)
  - Symphonie no 8, op.65 (1943)

## Ut dièse mineur
- Albéric Magnard
  - Symphonie no 4 (1911-1913)
- Gustav Mahler
  - Symphonie no 5 (1902) - Mahler ne reconnaissait pas cette tonalité[réf. souhaitée]
- Sergueï Prokofiev
  - Symphonie no 7, op. 131 (1952)
- Charlotte Sohy
  - Symphonie « Grande Guerre », op. 10 (1914-1917)

## Ré majeur
- Ludwig van Beethoven
  - Symphonie no 2, op.36 (1802)
- Johannes Brahms
  - Symphonie no 2, op.73 (1877)
- Antonín Dvořák
  - Symphonie no 6, op.60, B.112 (1880)
- Georges Enesco
  - Symphonie no 5, op. posth. (1941)
- Louise Farrenc
  - Symphonie no 2, op.35 (1845)
- Joseph Haydn
  - Symphonie no 13 (1763)
  - Symphonie no 70 (1779)
  - Symphonie no 93 (1791)
  - Symphonie no 96 Miracle
  - Symphonie no 101 L'horloge
  - Symphonie no 104 Londres (1795)
- Gustav Mahler
  - Symphonie nº1 Titan (1888)
  - Symphonie nº9 (1910)
- Wolfgang Amadeus Mozart
  - Symphonie nº20, K.133 (1772)
  - Symphonie nº31, K.297 Paris (1778)
  - Symphonie nº35, K.385 Haffner (1782)
  - Symphonie nº38, K.504 Prague (1786)
- Willem Pijper
  - Symphonie nº1, Pan (1917)
- Sergei Prokofiev
  - Symphonie nº1, op.25 Classique (1917)
- Franz Schubert
  - Symphonie nº1, D.82
  - Symphonie nº3, D.200
  - Symphonie nº10, D.936 A (1828, incomplète)
- Jean Sibelius
  - Symphonie nº2, op.43 (1902)
- Piotr Ilyitch Tchaïkovski
  - Symphonie nº3, op.29 Polonaise (1875)
- Ralph Vaughan Williams
  - Symphonie no 5

## Ré mineur
- Ludwig van Beethoven
  - Symphonie no 9, op.125 avec chœurs (1824)
- Havergal Brian
  - Symphonie no 1 Gothique (1927)
- Anton Bruckner
  - Symphonie en ré mineur dite « Symphonie no 0 » (1860s)
  - Symphonie nº3 (1873)
  - Symphonie nº9 (1896, incomplète)
- Antonín Dvořák
  - Symphonie no 4, op.13, B.41 (1874)
  - Symphonie no 7, op.70, B.141 (1885)
- César Franck
  - Symphonie en ré mineur
- Charles Ives
  - Symphonie no 1 (1898)
- Gustav Mahler
  - Symphonie no 3 (1896)
- Felix Mendelssohn
  - Symphonie no 5, op.107 Réformation (1830)
- Sergueï Prokofiev
  - Symphonie no 2, op.40 (1925)
- Sergueï Rachmaninov
  - Symphonie no 1, op.13 (1896)
- Martin Scherber
  - Symphonie no 1  (1938)
- Robert Schumann
  - Symphonie no 4, op.120 (1841)
- Dmitri Chostakovitch
  - Symphonie no 5, op.47 (1937)
  - Symphonie no 12, op.112 L'année 1917 (1961)
- Jean Sibelius
  - Symphonie no 6, op.104 (1923)
- Ralph Vaughan Williams
  - Symphonie no 8 (1955)

## Mi bémol majeur
- Ludwig van Beethoven
  - Symphonie nº3, op.55 Eroica (1804)
- Anton Bruckner
  - Symphonie nº4 Romantique (1874)
- Dmitri Chostakovitch
  - Symphonie nº3, op.20 Premier Mai (1931)
  - Symphonie nº9, op.70 (1945)
- Antonín Dvořák
  - Symphonie nº3, op.10, B.34 (1873)
- Edward Elgar
  - Symphonie nº2, op.63 (1911)
- Georges Enesco
  - Symphonie nº1, op.13 (1905)
- Joseph Haydn
  - Symphonie nº22 Le Philosophe (1764)
  - Symphonie nº99
  - Symphonie nº103 (1795)
- Gustav Mahler
  - Symphonie nº8 Symphonie des Mille (1907)
- Wolfgang Amadeus Mozart
  - Symphonie nº1, K.16 (1764)
  - Symphonie nº39, K.543 (1788)
- Robert Schumann
  - Symphonie nº3, op.97 Rhénane (1850)
- Jean Sibelius
  - Symphonie nº5, op.82 (1915)
- Igor Stravinsky
  - Symphonie en Mi bémol (1907)
- Piotr Ilyitch Tchaïkovski
  - Symphonie nº7 (1892)

## Mi bémol mineur
- Rued Langgaard
  - Symphonie n°4 Løvfald (« Chute des feuilles »), BVN124  (1916, rev.1920)
  - Symphonie n°10 Hin Tordenbolig (« Le séjour du tonnerre »), BVN298 (1945)
- Sergei Prokofiev
  - Symphonie nº6, op.111 (1947)

## Mi majeur
- Anton Bruckner
  - Symphonie nº7 (1883)
- Franz Schubert
  - Symphonie nº7, D.729 (1821, incomplète)
- Alexandre Scriabine
  - Symphonie nº1, op.26 (1900)
- Hans Rott
  - Symphonie n°1, Nowak Nr. 35/Banks Nr. 45 (1880)

## Mi mineur
- Johannes Brahms
  - Symphonie nº4, op.98 (1885)
- Antonín Dvořák
  - Symphonie nº9, op.95, B.178 (1893)
- Georges Enesco
  - Symphonie nº4, op. posth. (1934)
- Joseph Haydn
  - Symphonie nº44 Funèbre (1770)
- Gustav Mahler
  - Symphonie nº7 Chant de la nuit (1906)
- Sergei Rachmaninoff
  - Symphonie nº2, op.27 (1907)
- Dmitri Chostakovitch
  - Symphonie nº10, op.93 (1948)
- Jean Sibelius
  - Symphonie nº1, op.39 (1898)
- Piotr Ilyitch Tchaïkovski
  - Symphonie nº5, op.64 (1888)
- Ralph Vaughan Williams
  - Symphonie nº6 (1948)
  - Symphonie nº9 (1957)

## Fa majeur
- Ludwig van Beethoven
  - Symphonie nº6, op.68 Pastorale (1808)
  - Symphonie nº8, op.93 (1812)
- Johannes Brahms
  - Symphonie nº3, op.90 (1883)
- Antonín Dvořák
  - Symphonie nº5, op.76, B.54 (1875)

## Fa mineur
- Dmitri Chostakovitch
  - Symphonie no 1, op.10 (1925)
- Martin Scherber
  - Symphonie no 2  (1951-52)
- Piotr Ilitch Tchaïkovski
  - Symphonie no 4, op.36 (1878)
- Ralph Vaughan Williams
  - Symphonie no 4 (1934)
- Charles Villiers Stanford
  - Symphonie « Irlandaise », no 3

## Fa dièse majeur
- Erich Wolfgang Korngold
  - Symphonie en Fa dièse, op.40 (1947)

## Fa dièse mineur
- Joseph Haydn
  - Symphonie nº45 Les Adieux (1772)
- Gustav Mahler
  - Symphonie nº10 (1911, incomplète)

## Sol majeur
- Antonín Dvořák
  - Symphonie nº8, op.88, B.163 (1889)
- Joseph Haydn
  - Symphonie nº88 (fin des années 1780)
  - Symphonie nº92 Oxford (1791)
  - Symphonie nº94 Surprise (1791)
  - Symphonie nº100 Militaire (1794)
- Gustav Mahler
  - Symphonie nº4 (1901)
- Ralph Vaughan Williams
  - Symphonie nº2 A London Symphony (1914)

## Sol mineur
- Louise Farrenc
  - Symphonie n°3, op.36 (1847)
- Joseph Haydn
  - Symphonie nº39 (1767)
- Wolfgang Amadeus Mozart
  - Symphonie nº25, K.183 Petite sol mineur (1773)
  - Symphonie nº40, K.550 Grande sol mineur (1788)
- Dmitri Chostakovitch
  - Symphonie nº11, op.103 L'année 1905 (1957)
  - Symphonie nº14, op.135 (1969)

## La bémol majeur
- Edward Elgar
  - Symphonie no 1, op.55 (1908)

## La majeur
- Ludwig van Beethoven
  - Symphonie no 7, op.92 (1812)
- Anton Bruckner
  - Symphonie no 6 (1881)
- Georges Enesco
  - Symphonie no 2, op.17 (1914)
- Felix Mendelssohn
  - Symphonie no 4, op.90 Italienne (1833)
- Wolfgang Amadeus Mozart
  - Symphonie no 29, K.201 (1774)
- Dmitri Chostakovitch
  - Symphonie no 15, op.141 (1971)

## La mineur
- Gustav Mahler
  - Symphonie nº6 Tragique (1904)
- Felix Mendelssohn
  - Symphonie nº3, op.56 Écossaise (1842)
- Sergei Rachmaninov
  - Symphonie nº3, op.44 (1936)
- Jean Sibelius
  - Symphonie nº4, op.63 (1911)

## Si bémol majeur
- Ludwig van Beethoven
  - Symphonie no 4, op.60 (1806)
- Anton Bruckner
  - Symphonie no 5 (1876)
- Ernest Chausson
  - Symphonie en Si bémol, op.20 (1890)
- Antonín Dvořák
  - Symphonie no 2, op.4, B.12 (1865)
- Joseph Haydn
  - Symphonie no 98
  - Symphonie no 102
- Felix Mendelssohn
  - Symphonie no 2, op.52 Chant de Louange (1840)
- Wolfgang Amadeus Mozart
  - Symphonie no 2, K.17 (1764)
- Sergueï Prokofiev
  - Symphonie no 5, op.100 (1944)
- Franz Schubert
  - Symphonie no 2, D.125
  - Symphonie no 5, D.485 (1816)
- Robert Schumann
  - Symphonie no 1, op.38 Le Printemps (1841)
- Dmitri Chostakovitch
  - Symphonie no 2, op.14 Octobre (1927)

## Si bémol mineur
- Dmitri Chostakovitch
  - Symphonie nº13, op.113 « Babi Yar » (1962)
- William Walton
  - Symphonie nº1 (1932-35)

## Si majeur
- Dmitri Chostakovitch
  - Symphonie no 2, op.14 À Octobre (1927)
- Joseph Haydn
  - Symphonie no 46 (1772)

## Si mineur
- Alexandre Borodine
  - Symphonie n°2 (1876)
- Martin Scherber
  - Symphonie nº3  (1952-55)
- Franz Schubert
  - Symphonie nº8, D.759 Inachevée (1822, incomplète)
- Dmitri Chostakovitch
  - Symphonie nº6, op.54 (1939)
- Piotr Ilyitch Tchaïkovski
  - Manfred Symphonie, op.58 (1885)
  - Symphonie nº6, op.74 Pathétique (1893)